# John Welsh (Bischof)
John Francis Welsh (* 1856 in Huddersfield; † 1916) war ein anglikanischer Bischof.
Welsh wurde am College Christ Church in Oxford ausgebildet. Nach seinem Abschluss wurde er 1882 ordiniert und er wurde Kurat in St James, Whitehaven. Von 1883 bis 1886 war er Lecturer am St Bees’ Theological College. Danach wurde er Principal des Warminster Missionary College. Er wurde zum Doctor of Divinity (DD) ernannt. 1904 wurde er zum Bischof der Diözese  Trinidad und Tobago in der Church in the Province of the West Indies ernannt.